# Jacques de Guillebon
Pour les articles homonymes, voir Jacques de Guillebon (homonymie).
Jacques de Guillebon (né le 13 octobre 1909 à Lunéville - mort le 25 février 1985 à Paris) est un général français, compagnon de la Libération.

## Biographie

### Formation
Ancien élève de l'École polytechnique (X1930), missaire, il est envoyé en Côte française des Somalis en 1935, puis au régiment de tirailleurs sénégalais du Tchad en Afrique équatoriale française en mai 1939.

### Un Français libre
Après l'appel du 18 juin, alors capitaine, il participe au ralliement du territoire du Tchad à la France libre le 26 août 1940, lui valant d'être condamné à mort et à la dégradation par le tribunal militaire de Riom pour « atteinte à la sûreté extérieure de l'État ».
Le 14 juillet 1941, Jacques de Guillebon est nommé compagnon de la Libération.
Guillebon est promu chef d'escadron et commandant de l’artillerie du Tchad en avril 1942, puis, il est nommé chef d'état-major de la colonne Leclerc en novembre 1942. Il prend part dans ces fonctions à la seconde campagne du Fezzan.
Chef d'état-major de la Force L, il participe à la campagne de Tunisie. Il y est blessé par un éclat d'obus.
Sous-chef d'état-major de la 2e division Blindée, il est rapatrié en Grande-Bretagne en avril 1944. Il débarque le 1er août 1944 en Normandie.
Le 21 août 1944, le commandant de Guillebon est envoyé par Leclerc à Versailles pour tester la résistance des troupes allemandes ; cette mission permettra la libération de Paris par la 2° DB et les troupes alliées, convaincant le général Eisenhower – qui comptait aller directement vers l'est de la France et l'Allemagne – que Paris était prenable. Guillebon est un des premiers à entrer dans Paris.
Il est promu au grade de lieutenant-colonel en septembre 1944 et se distingue dans la campagne de Champagne, puis dans la Marne et la Meurthe.
Guillebon prend Fontenay et Glonville le 19 septembre 1944. Il réussit à libérer neuf villages entre le 31 octobre et le 1er novembre, capturant plus de trois cents prisonniers. Il prend ensuite successivement Badonviller, Bréménil, Petitmont, Val-et-Châtillon, Cirey. Il entre dans Strasbourg, avec un bataillon américain, par les ponts de l'Ill et obtient la reddition de tous les blockhaus voisins.
Il termine la guerre à Berchtesgaden où il fait flotter le drapeau français, sur le chalet d'Adolf Hitler, le Kehlsteinhaus, dit aussi le « nid d'aigle ». Il récupéra, entre autres, comme témoin-souvenir, le phonogramme du gauleiter de Berlin, cadeau offert au Führer.

### Général
Promu colonel en juin 1945, il est envoyé en Indochine en novembre 1945.
Il est attaché militaire à Berne de 1948 à 1951, puis auditeur du Centre des hautes études militaires (CHEM).
Il est nommé commandant de la subdivision de Gabès et des territoires sud-tunisiens en 1952, puis est promu général de brigade en 1955. Il commande l'École polytechnique de 1957 à 1959. Il est nommé membre du Conseil de l'Ordre de la Libération en 1958.
Promu général de division en mars 1959, il est nommé commandant de la 5e région militaire en 1961. Il passe général de corps d'armée en 1962.
Le général de Guillebon est directeur de l'Institut des hautes études de défense nationale (IHEDN) et du Centre des hautes études militaires (CHEM) de 1966 à 1969.

## Décorations
- Grand officier de la Légion d'honneur
- Compagnon de la Libération par décret du 14 juillet 1941[3]
- Grand-croix de l'ordre national du Mérite
- Croix de guerre 1939–1945 (10 citations)
- Croix de guerre des Théâtres d'opérations extérieurs (2 citations)
- Croix de la Valeur militaire
- Commandeur de l'ordre des Palmes académiques (1970)[4]
- Médaille coloniale avec agrafes « Côte des Somalis », « Koufra », « Fezzan », « Fezzan-Tripolitaine »
- Insigne des blessés militaires
- Grand officier de l'ordre royal du Cambodge
- Grand officier de l'ordre de l'Étoile d'Anjouan
- Commandeur de l'ordre du Nichan Iftikhar

## Hommage
- Allée du Chef-d'Escadron-de-Guillebon, nom donné à une voie du 14e arrondissement de Paris, allée proche du musée du Général-Leclerc-de-Hauteclocque-et-de-la-Libération-de-Paris – musée Jean-Moulin.